# 密花齿缘草
密花齿缘草（学名：Eritrichium confertiflorum）是紫草科齿缘草属的植物，是中国的特有植物。分布于中国大陆的新疆等地，生长于海拔2,200米至22,000米的地区，多生在高山石缝，目前尚未由人工引种栽培。